# Priscos
Priscos é uma povoação portuguesa sede da Freguesia de Priscos do Município de Braga, freguesia com 3,65 km² de área e 1256 habitantes (censo de 2021), tendo, por isso, uma densidade populacional de 344,1 hab./km².
É a terra do Pudim Abade de Priscos.
Na freguesia é representado no Natal o Presépio de Priscos com mais de 600 figurantes numa área de três hectares.

## Demografia
A população registada nos censos foi:
| Distribuição da População por Grupos Etários | Distribuição da População por Grupos Etários | Distribuição da População por Grupos Etários | Distribuição da População por Grupos Etários | Distribuição da População por Grupos Etários |
| -------------------------------------------- | -------------------------------------------- | -------------------------------------------- | -------------------------------------------- | -------------------------------------------- |
| Ano                                          | 0-14 Anos                                    | 15-24 Anos                                   | 25-64 Anos                                   | > 65 Anos                                    |
| 2001                                         | 191                                          | 275                                          | 675                                          | 160                                          |
| 2011                                         | 216                                          | 132                                          | 804                                          | 189                                          |
| 2021                                         | 160                                          | 140                                          | 699                                          | 257                                          |